# Laguna Palmar
A  Laguna Palmar  é um lago localizado na Guatemala. Localiza-se no departamento de El Petén, Município de San Andrés.